# 秦野斎場
秦野斎場（はだのさいじょう）は、神奈川県の秦野市にある火葬場である。秦野市伊勢原市環境衛生組合が運営している。

## 概要
秦野市は老朽化した秦野市営斎場の移転・新施設建設を計画していたが、1974年（昭和49年）1月14日の伊勢原市長より申し入れを受けて火葬場の設置・管理業務を共同処理することとなった。1976年（昭和51年）に火葬炉3基を有する本館と待合室3室等を含む待合棟が完成し、供用を開始した。1993年（平成5年）に火葬炉を5基体制（火葬能力17体/日）に増設し、1998年（平成10年）には待合室も2室増設して現在の規模となった。
2021年 (令和3年) 度の使用実績は、火葬3,117件となっている。
なお、現在の施設の老朽化や今後の火葬需要に対応するために、2019年（平成31年）を目途に増築・改修を予定している。2016年（平成28年）11月より増築・改修工事に着手。2018年（平成30年）4月に増築棟が竣工。2019年（平成31年）3月、待合棟の改修、火葬棟の解体が完了。

## 施設
増築・改修前
- 火葬炉 5基
- 待合室 5室
- 駐車場 43台
- 敷地面積 5,191.27m2

増築・改修後
- 火葬炉 7基（1基増設スペースあり）
- 待合室 8室（当面は4室）
- 駐車場 43台
- 敷地面積 5,900m2

## 所在地・アクセス
神奈川県秦野市曽屋1006
鉄道
- 小田急小田原線渋沢駅下車
- 小田急小田原線秦野駅下車

自動車
- 東名高速道路秦野中井インターチェンジ

## その他
増築・改修以前は、関東では珍しくなった煙突付きの火葬場であることから、近年はテレビドラマや映画の撮影にも利用されている。